# 默園
默園，是位於臺灣彰化縣和美鎮塗厝里的園邸，1929年落成，為陳虛谷故居、日月明功虐死案發生處。

## 建物風貌
默園為陳虛谷養父陳錫奎以十一萬日圓建造，1916年時建，1929年落成。外牆設有水溝，並種植馬櫻丹、咸豐草等。牆體主以土埆建材，印証當地命名為「塗厝里」的由來。
佔地二甲上，主體建築是巴洛克式風格的二層洋樓。入口門廊的山牆、簷牆、女兒牆、泥塑繁複花草等裝飾，展現出巴洛克風格。山牆有鹿港書法家蔡壽石所書寫的「悠然見南山」，據說是陳虛谷所建議。一樓除陽台上鐫刻雙獅護盾外，左旁還有代表「一清二白」的白菜。門柱、長廊皆採用洗石子。
洋樓內部甚為講究，有會客室、會議室、書房、陳列室、起居室等。占地三百坪左右。姚嘉文生母少女時曾在此作婢女，出嫁時蒙主人贈予田地當嫁奩。日治時期，除了文化人回來此來聚會外，台中州知事、彰化郡守也是這裡常客。詩社應社於1939年9月28日成立後，賴和就寫有〈虛谷招諸同社默園小集〉。陳虛谷女兒丁韻仙在丈夫盧伯毅逃亡韓國後，便回到此園撫養三名女兒、作畫。1959年，八七水災，陳虛谷將家人全安排在兩間房，開放其他房間給六百多位村民住宿，並供煮稀飯、撥錢賑災。陳虛谷去世後，默園就不如昔日熱鬧。2001年10月19日，為紀念陳虛谷，後代首度開放內部讓人參觀。
洋樓後是作用廚房的紅磚建築。2006年，陳虛谷孫女陳巧明開始將默園作為靈修總部。2013年日月明功虐死案受害者詹姓少年，就曾被囚禁在此。

## 保存計畫

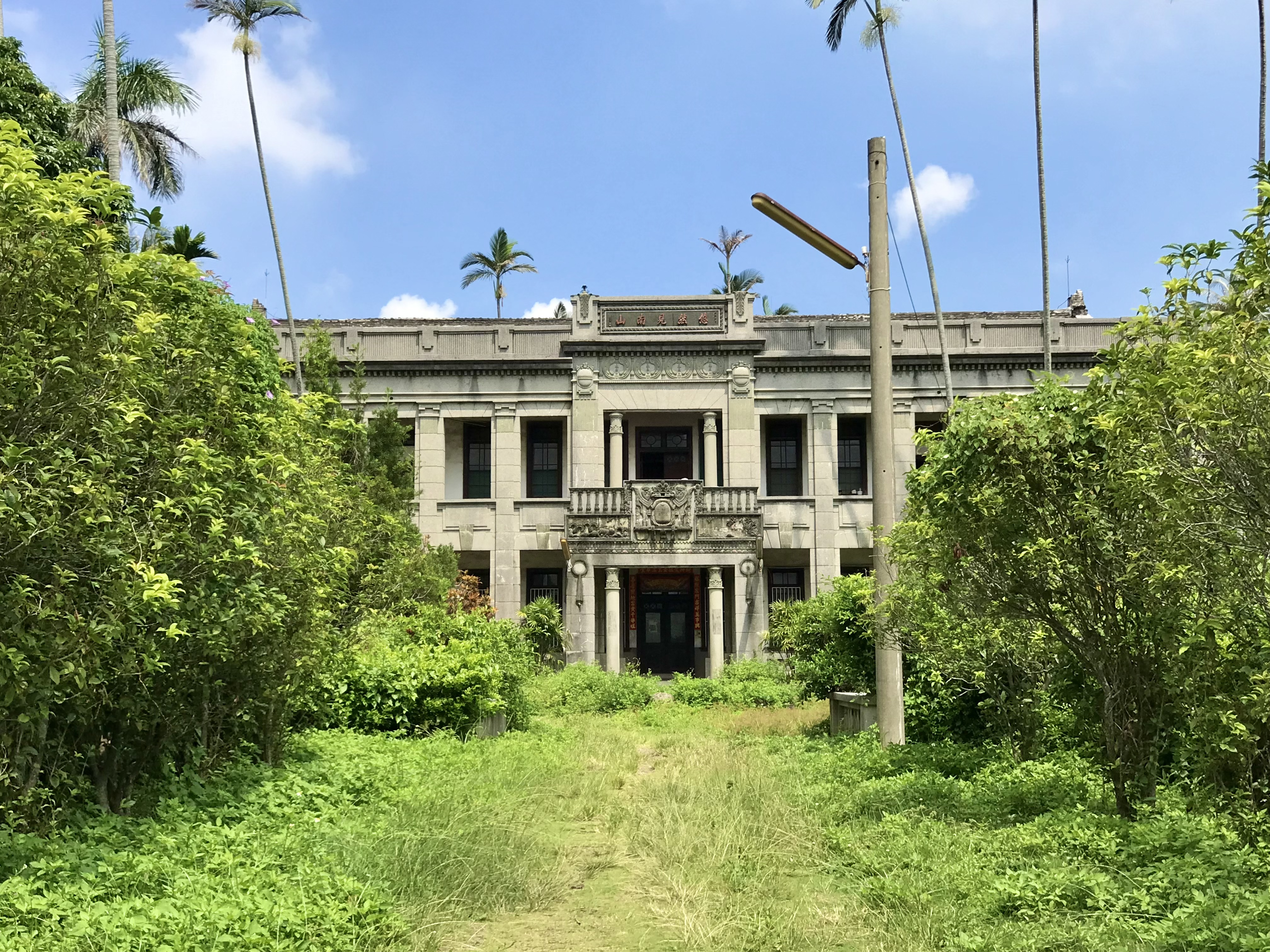
洋樓

1990年代初，政府就因陳虛谷等因素，考慮將默園建築列為古蹟。文建會文化資產管理中心主任秘書粘振裕曾試圖說服陳家子孫，以容積轉移方式，將此樓列為古蹟。但共同持有的陳家後代三十多人是計畫賣給財團，一度受到將此園作靈修總部的陳巧明阻止。
陳巧明入獄後，陳巧明母親搬到彰化市，默園荒廢。面對陳虛谷家族開價新台幣五億元變賣園邸，幼年曾因八七水災避難默園的彰化高中圖書館主任呂興忠，2015年曾計畫組隊徒步環島作募款。2016年10月13日，立委王惠美、縣議員林庚壬、文化局長陳文彬來此會勘，討論如何買下此園邸作文保。